# 京東商城

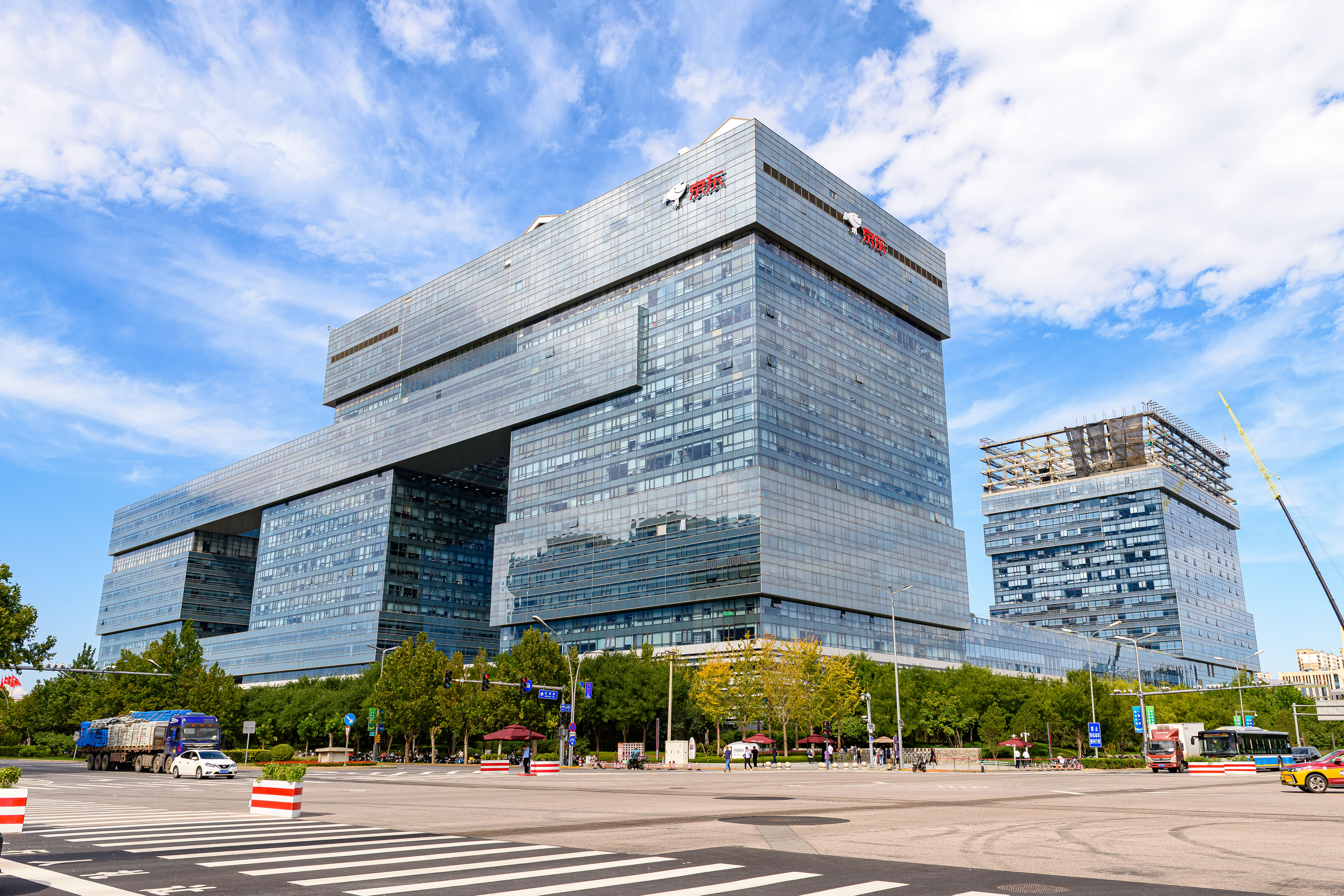
本社

京東商城 （ジンドンしょうじょう、拼音: Jīngdōng shāngchéng、あるいはJD.com）は、中国で360buyを経営していた劉強東が設立したWebサービス会社。中国北京市朝陽区に本社を置き、同社のECサイトである「JD.com」では、家電・PC・家具・衣類・食品・書籍などの商品をネット販売している。

## 概要
京東商城の現CEOである劉強東が2004年に「京東多媒体網」を創設し、PC機器のネット販売を開始、2006年には携帯電話や他の家電の販売も開始した。その後取り扱う商品の種類を増やし、2010年には書籍も取り扱うようになった。また、ロシア・インド・ブラジルへの市場進出もした。2014年にNASDAQ上場、2015年時点で中国国内の通販サイトのシェア56.3%を占めている。2023年にはインドネシア・タイから撤退した。
2016年に中国の農村部で世界初の商用ドローン宅配便を実用化し、2018年2月に国内初のドローン配送サービス を目指す日本の楽天は京東商城のドローンと地上配送ロボットを導入することを発表した。